# 托法恩
托法恩是英国威尔士东部的一个郡级自治市，首府为庞蒂浦，面积共126平方公里，人口为91,100人，14.5％的人使用威尔士语。境内拥有世界遗产——工业革命遗址布莱纳文。
城市西部和卡菲利和布莱耐格温特接壤，东部和蒙茅斯郡接壤，南部和纽波特接壤，